# Танев, Георгий
Георгий Сотиров Танев (болг. Георги Сотиров Танев; род. 8 октября 1943, Пазарджик) — болгарский коммунистический политик, с 1990 — предприниматель. Занимал руководящие посты в аппарате БКП, возглавлял ДКМС, был министром транспорта и министром внутренних дел НРБ (последний глава МВД времён Тодора Живкова). Играл видную роль в принудительной болгаризации турецкой общины. После смены политического режима в 1989—1990 занялся предпринимательством.

## Завод и комсомол
В 25-летнем возрасте вступил в БКП. Учился в ГДР, в 1970 окончил Дрезденский технический университет. Вернувшись в Болгарию, стал поступил на пазарджикский завод магнитных дисков. С директорской должности перешёл в партийный аппарат.
В 1972—1976 Георгий Танев — секретарь горкома БКП в Пазарджике, в 1976—1979 — Пазарджикского окружного комитета БКП. С 1979 по 1981 Танев являлся первым секретарём ЦК ДКМС. Неукоснительно проводил в жизнь партийную политику. Обладал репутацией «скучного человека».

## Партийный «болгаризатор»
В 1981 Танев был кооптирован в состав ЦК БКП и назначен первым секретарём окружного комитета БКП в Кырджали. В 1987 стал председателем окружного совета Хасково. В этих регионах значительную часть населения составляют болгарские турки, причём в Кырджали — заметное большинство.
В 1984 партийно-государственное руководство во главе с Тодором Живковым начало кампанию принудительной болгаризации турецкого населения НРБ (запрет исламских обрядов, замена мусульманских имён и т. д.). Как партийный руководитель Кырджали и администратор Хасково Танев принимал в этом активное участие и заслужил за это особые похвалы Живкова.

Тодор Живков сообщил о положительном опыте в Кырджалийском округе и особо об окружном секретаре БКП Георгии Таневе, о быстрой и эффективной смене имён. За это Георгий Танев по предложению Живкова и решению Политбюро был удостоен звания «Герой НРБ», без публикации в «Государственном вестнике» и средствах массовой информации.

Милко Балев, секретарь ЦК БКП

В сентябре 1988 Георгий Танев назначен министром транспорта НРБ.

## Во главе МВД
В декабре 1988 Георгий Танев сменил Димитра Стоянова на посту министра внутренних дел. По должности получил звание генерал-майора МВД.
Во главе МВД Танев неуклонно следовал в русле политики Живкова и продолжал «болгаризацию» турецкой общины. На период его министерства пришлись события 19-27 мая 1989 года — массовые протесты болгарских турок, сопровождавшиеся столкновениями с военнослужащими и силами МВД. Несколько человек погибли, ответственность за кровопролитие возлагается, в частности, на Танева.
В июле 1989 Георгий Танев издал инструкцию для управлений и оперативных подразделений МВД и Комитета госбезопасности, в которой ставилась задача предотвращения побегов в Турцию, усиления оперативно-агентурного контроля над населением. На этот момент уже полным ходом шло переселение болгарских мусульман в Турцию, ход которого контролировался органами МВД.

Пока Живков произносил речи, министр внутренних дел Танев действовал. Он снова оцепил кырджалийский регион и организовал серию активных мероприятий. Милиционеры шли от дома к дому и приказывали, чтобы люди оставили страну в течение 24 часов. Под страхом тюремного заключения и новых репрессий свыше 300000 человек загрузили вещи на старые советские автомобили и отбыли в неизвестность… Операция под руководством Георгия Танева, которая останется в истории как «Большая экскурсия», закончилась в несколько дней. Тысячи семей оказались на противоположных сторонах границы, огромные колонны автомобилей заполонили контрольно-пропускные пункты, на границе распространились эпидемии.

Александр Пепеляков, историк и журналист

Танев проводил также жёсткую политику в отношении болгарского диссидентства. В справке на имя секретаря ЦК БКП Емила Христова (март 1989, незадолго до смены политического режима) перечислены деятели культуры, особенно кинематографисты, находившиеся под наблюдением либо в оперативной разработке госбезопасности. Сотрудников болгарской секции Радио «Свободная Европа» Танев характеризовал как «самых активных изменников родины».

## Отставка и бизнес
10 ноября 1989 года пленум ЦК БКП отстранил Тодора Живкова с поста генерального секретаря. 27 декабря 1989 Георгий Танев, как деятель из окружения Живкова, был смещён с министерского поста, а вскоре выведен из партийного руководства.
В 1990 он под именем Георгия Сотирова перебрался в Москву, где занялся предпринимательством. Впоследствии анонимно вернулся. Считался представителем «комсомольского бизнеса», имел партнёров из бывшего ЦК ДКМС.
Выйдя на пенсию, Георгий Танев-Сотиров избегает публичности и не общается с прессой. Одно время он проживал в посёлке Лесичово, который считался местом сосредоточения представителей бывшей партийной элиты и назывался в обиходе малката Москва («малая Москва»). Однако летом 2014 его дом в Лесичово был обнаружен пустым.